# Martin Kariya
Martin Tetsuya Kariya (* 5. Oktober 1981 in Vancouver, British Columbia) ist ein ehemaliger kanadischer Eishockeyspieler (Stürmer). Zuletzt spielte er für den HC Ambrì-Piotta in der Schweizer National League A. Er ist der jüngere Bruder von Paul und Steve Kariya.

## Karriere
Er spielt zwar wie seine älteren Brüder als linker Flügelstürmer, schießt aber im Gegensatz zu ihnen mit rechts. Sein zweiter Vorname Tetsuya stammt daher, dass sein Vater japanische Vorfahren hat. Als er bei der University of Maine in 39 Spielen 14 Tore schoss und 50 Punkte machte, wurde er zu den Portland Pirates (AHL) transferiert und spielte dort drei Playoff-Spiele. Er erzielte damals keinen Punkt und wurde zu den Bridgeport Sound Tigers  (AHL) transferiert. Dort spielte er in 70 Spielen und schoss 8 Tore und legte 17 Assists vor.
Während des Lockouts spielte Martin Kariya in Japan bei den Nikkō Ice Bucks und konnte in 15 Spielen 18 Scorerpunkte erzielen. In der folgenden Saison nahm ihn das Management von Stjernen Hockey unter Vertrag. Einen weiteren Schritt in Richtung NHL machte er mit dem Wechsel zu den Espoo Blues, wo er Topscorer der SM-liiga 2006/07 wurde. 
Für die Saison 08/09 unterschrieb der Kanadier einen Ein-Jahres-Vertrag bei den SCL Tigers in der National League A. Nach einer Saison beim lettischen KHL-Team Dinamo Riga kehrt Kariya 2010 in die Schweiz zurück, wo er einen Zweijahresvertrag beim HC Ambrì-Piotta unterschrieb. 2011 erlitt er eine Kopfverletzung, die ihn letztlich zum Karriereende zwang.

## Erfolge und Auszeichnungen
- 2007 Veli-Pekka-Ketola-Trophäe

## Karrierestatistik
(Legende zur Spielerstatistik: Sp oder GP = absolvierte Spiele; T oder G = erzielte Tore; V oder A = erzielte Assists; Pkt oder Pts = erzielte Scorerpunkte; SM oder PIM = erhaltene Strafminuten; +/− = Plus/Minus-Bilanz; PP = erzielte Überzahltore; SH = erzielte Unterzahltore; GW = erzielte Siegtore; 1 Play-downs/Relegation; Kursiv: Statistik nicht vollständig)